# Straßenbahn Liepāja
Die Straßenbahn in Liepāja existiert seit dem Jahr 1899. Die lettische Stadt Liepāja besitzt damit das älteste elektrische Straßenbahnnetz in den baltischen Staaten. Sie ist das einzige meterspurige Straßenbahnsystem in Lettland und den baltischen Staaten. Für den fahrplanmäßigen Betrieb werden aktuell sieben Kurse benötigt. Es wird ausschließlich mit Solowagen gefahren, Doppeltraktionen sind nicht im Einsatz.

## Geschichte
| \| \| \| Brīvības iela \| \| \| \| Metalurgs \| \| \| \| Dzelzceļnieku iela \| \| \| \| Stacija (Bahnhof) \| \| \| \| Depot \| \| \| \| 5. vidusskola \| \| \| \| Esperanto iela \| \| \| \| Koncertzāle \| \| \| \| Kurzeme \| \| \| \| Pētertirgus \| \| \| \| Jūrmalas iela \| \| \| \| Līvas laukums \| \| \| \| Ventas iela \| \| \| \| Klaipēdas iela \| \| \| \| Tukuma iela \| \| \| \| Vaiņodes iela \| \| \| \| Ganību iela \| \| \| \| Cieceres iela \| \| \| \| Mirdzas Ķempes iela \| |  |                     |                     |
| U-Bahn-Kopfbahnhof Streckenanfang |  | Brīvības iela       | Brīvības iela       |
| U-Bahn-Haltepunkt / Haltestelle |  | Metalurgs           | Metalurgs           |
| U-Bahn-Haltepunkt / Haltestelle |  | Dzelzceļnieku iela  | Dzelzceļnieku iela  |
| U-Bahn-Haltepunkt / Haltestelle |  | Stacija (Bahnhof)   | Stacija (Bahnhof)   |
| U-Bahn-Abzweig geradeaus und von links |  | Depot               | Depot               |
| U-Bahn-Haltepunkt / Haltestelle |  | 5. vidusskola       | 5. vidusskola       |
| U-Bahn-Haltepunkt / Haltestelle |  | Esperanto iela      | Esperanto iela      |
| U-Bahn-Haltepunkt / Haltestelle |  | Koncertzāle         | Koncertzāle         |
| U-Bahn-Haltepunkt / Haltestelle |  | Kurzeme             | Kurzeme             |
| U-Bahn-Haltepunkt / Haltestelle |  | Pētertirgus         | Pētertirgus         |
| U-Bahn-Haltepunkt / Haltestelle |  | Jūrmalas iela       | Jūrmalas iela       |
| U-Bahn-Haltepunkt / Haltestelle |  | Līvas laukums       | Līvas laukums       |
| U-Bahn-Haltepunkt / Haltestelle |  | Ventas iela         | Ventas iela         |
| U-Bahn-Haltepunkt / Haltestelle |  | Klaipēdas iela      | Klaipēdas iela      |
| U-Bahn-Haltepunkt / Haltestelle |  | Tukuma iela         | Tukuma iela         |
| U-Bahn-Haltepunkt / Haltestelle |  | Vaiņodes iela       | Vaiņodes iela       |
| U-Bahn-Haltepunkt / Haltestelle |  | Ganību iela         | Ganību iela         |
| U-Bahn-Haltepunkt / Haltestelle |  | Cieceres iela       | Cieceres iela       |
| U-Bahn-Kopfbahnhof Streckenende |  | Mirdzas Ķempes iela | Mirdzas Ķempes iela |

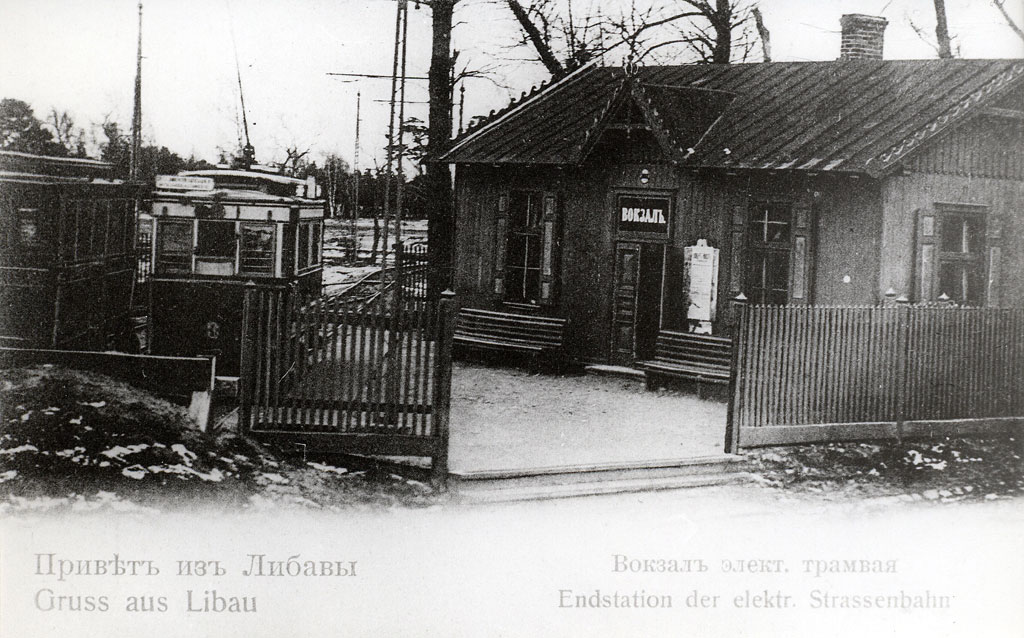
Ehemalige Endstelle Karosta (um 1900).

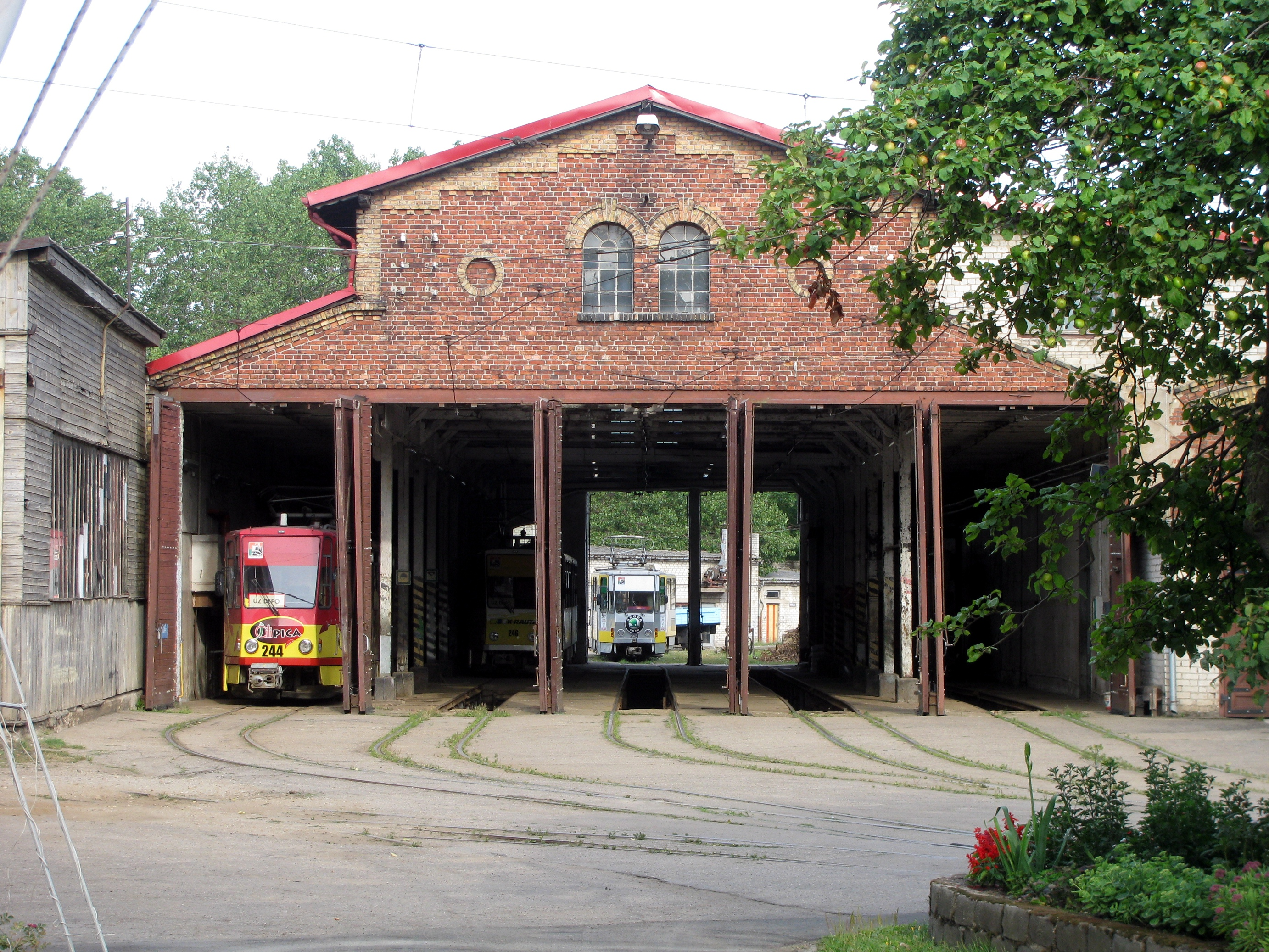
Betriebshof an der Rīgas iela 54a.

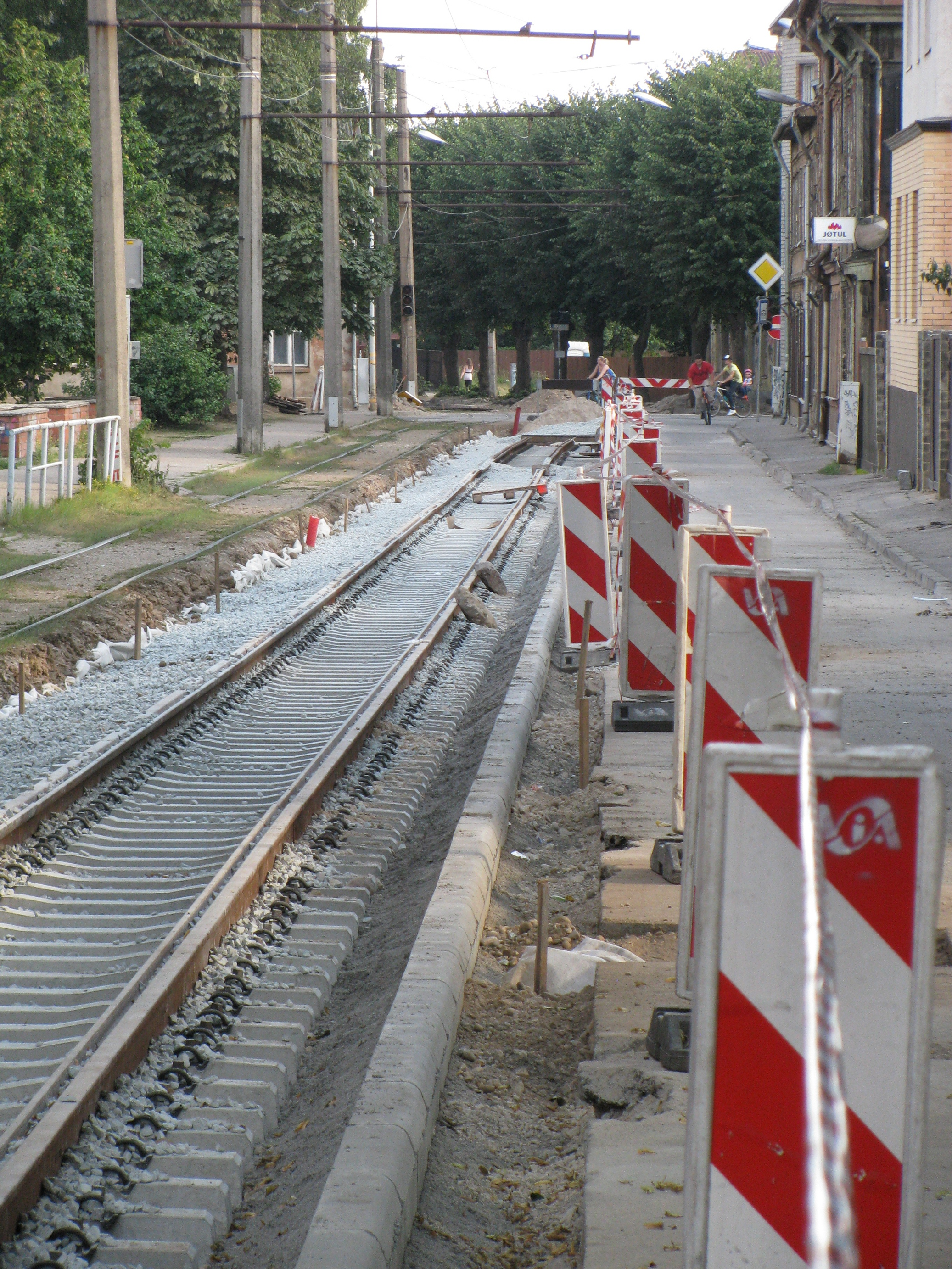
Gleiserneuerung auf der Krišjana Valdemara iela im Juli 2013.

Am 22. August 1896 beschloss der Rat der Stadt Libau, eine elektrische Straßenbahnlinie zu bauen. Den Wettbewerb zum Bau der Straßenbahn gewann die Nürnberger Continental-Gesellschaft für Elektro-Unternehmen. Am 14. Dezember 1896 unterzeichneten der Bürgermeister Adolphi und der Vertreter der Nürnberger Continental-Gesellschaft Manaschewitsch den Vertrag, gemäß dem die Gesellschaft für 40 Jahre das Recht auf den Betrieb der Straßenbahn bekam. Die Stadt erhielt das Recht, das Straßenbahnsystem nach 20 Jahren zu kaufen. Die Gesamtlänge der beiden zu bauenden Linien war 10,42 km.
Die Probefahrten der Straßenbahn Libau begannen am 14. September 1899, der fahrplanmäßige Betrieb wurde am 26. September 1899 aufgenommen. Ab dem 14. Oktober 1899 wurden zwei Linien betrieben: die weiße Linie zum Militärhafen (Karosta) und die grüne Linie zum Bahnhof. Im November 1899 wurden beide Linien nach Alt-Libau (Siena tirgus) verlängert.
Ende Juni 1941 wurde der Straßenbahnbetrieb in Liepāja vorübergehend eingestellt, weil die vorrückenden deutschen Truppen die Stadt bombardierten. Mitte Juli 1941 wurde der Straßenbahnverkehr wieder aufgenommen. Der Abschnitt entlang der Peldu iela (Peldu-Straße) wurde jedoch geschlossen und das Oberbaumaterial zur Reparatur der anderen Strecken verwendet. Im Jahr 1944 musste die Fahrleitung des Straßenbahnnetzes auf Anordnung der deutschen Besatzungsmacht abgebaut werden, da sie am Kupfer interessiert war. Infolgedessen musste der Straßenbahnbetrieb ein zweites Mal eingestellt werden, aber am 7. November 1945 konnte der Straßenbahnverkehr wieder beginnen.
Im Jahr 1950 begann der Bau einer neuen Strecke, die das Stadtzentrum mit der Zuckerfabrik an der Ventspils iela verband. Die dafür eingerichtete Linie erhielt die Liniennummer 3. Wegen mangelnder Wirtschaftlichkeit wurde sie jedoch bereits 1953 wieder stillgelegt.
Im Jahr 1961 wurden die Stangen- durch Scherenstromabnehmer ersetzt. Innerhalb eines Tages, am 17. Dezember 1961, wurde die Oberleitung angepasst, so dass am 18. Dezember 1961 die Züge mit Scherenstromabnehmern verkehren konnten.
Am 23. Juni 1972 wurde die Straßenbahnstrecke von der Altstadt über die Klaipēdas iela (Klaipėda-Straße) bis zum Zentralfriedhof (Centrālie kapi) erweitert, wodurch das Streckennetz deutlich wuchs. Die zwei Linien wurden bis zur neuen Endstelle verlängert. Durch die Zunahme der Fahrzeugkilometer entstand ein Wagenmangel, weshalb am 6. Oktober 1972 der Betrieb auf der Linie zum Militärhafen (Karosta) eingestellt wurde. Somit existierte seit 1972 in Liepāja nur noch eine einzige Straßenbahnlinie Metallurgie (Grobiņas iela) – Zentralfriedhof (Vaiņodes iela) mit 6,9 km Länge. Am 15. März 1976 wurde in Liepāja das System der Fahrscheine eingeführt. Fahrscheine konnten in den Zeitschriftenläden „Союзпечать“ und in der Straßenbahn beim Schaffner erworben werden.
Zum ersten Mal in der Geschichte der Straßenbahn Liepāja fing 2009 ein Straßenbahnwagen Feuer. Der Wagen vom Typ KT4 Nr. 242 (ex Erfurt) brannte am 3. September komplett aus. Am 29. Mai 2013 ging eine Streckenverlängerung vom Zentralfriedhof zum Vorort Ezerkrast 2 (durch die Straßen Tukuma, Vaiņodes und Mirdzas Ķempes) in Betrieb. Damit verlängerte sich die Gesamtstrecke auf 7,9 km.

## Fahrzeuge

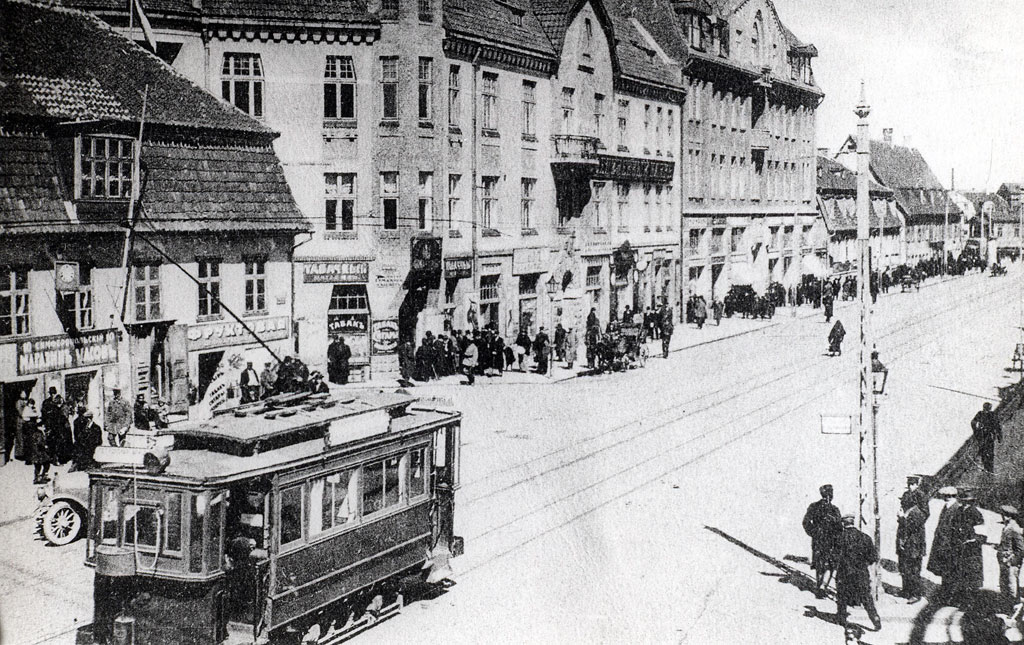
Herbrand-Wagen Nr. 1 auf der Lielā iela (nach 1904).

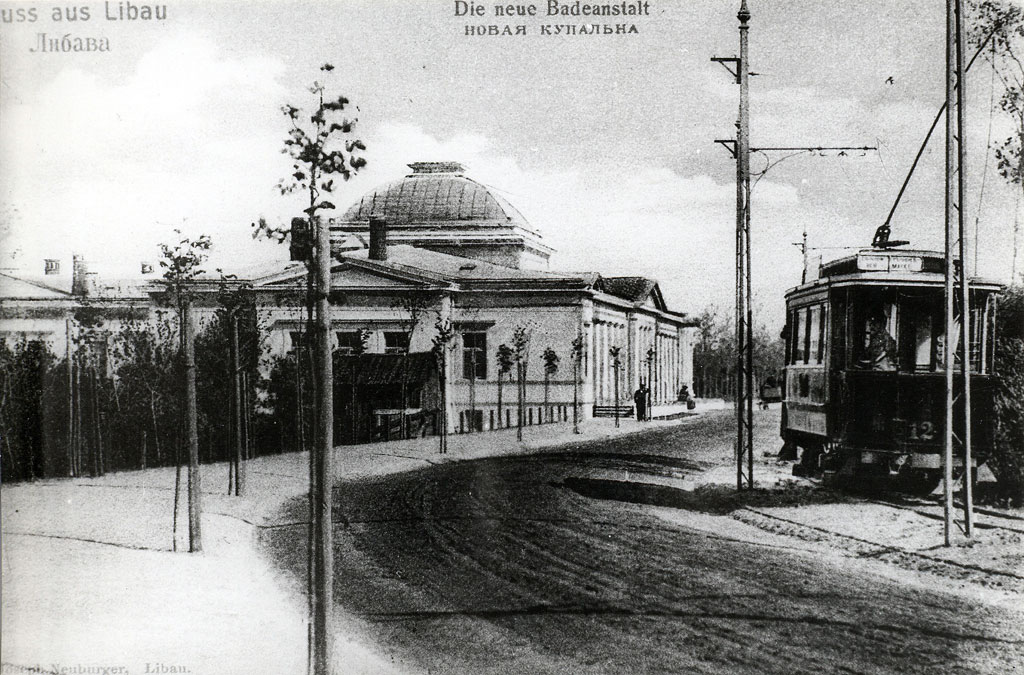
Wagen Typ Herbrand Nr. 12 auf der weißen Linie vor der neuen Badeanstalt (Anfang 20. Jahrhundert).

Die Straßenbahn Liepāja setzte in ihrer Geschichte Wagen folgender Hersteller ein: Herbrand, Fenix, Gotha, Tatra und CroTram. Die ersten Wagen trugen die Nummern 1 bis 9 und wurden bei der Waggonfabrik P. Herbrand & Cie. in Köln gebaut. Im Jahr 1903 wurden sieben weitere Triebwagen (Nr. 10–16) bei Herbrand erworben, 1907 noch einmal zwei (Nr. 17 und 18). Bis 1914 wurde ein weiterer Triebwagen erworben (Nr. 19). Außerdem wurden 14 Beiwagen eingesetzt, sechs von ihnen offen und acht geschlossen.
Nach Ausbruch des Ersten Weltkriegs konnten keine weiteren Wagen beschafft werden. Zum Zeitpunkt der Unabhängigkeit Lettlands, als Libau seinen heutigen Namen Liepāja erhielt, wurden immer noch die Fahrzeuge aus der Anfangszeit genutzt. Ihr Zustand verschlechterte sich jedoch trotz regelmäßiger Unterhaltung. Nach dem Zweiten Weltkrieg bestand der Fahrzeugpark der sowjetischen Stadt weiterhin aus den Herbrand-Wagen (jetzt mit den Nummern 101 bis 119 versehen). Zwölf von ihnen erhielten einen neuen Wagenkasten in zeitgenössischem Design. Außerdem wurden von 1949 bis 1956 einige Wagen unter Verwendung von Wagenkästen und Laufwerksteilen aus Kaliningrad neu gebaut (insbesondere Wagen 122). Alle Triebwagen verkehrten mit Stangenstromabnehmer, ebenso wie in Rīga und Daugavpils.

### Gothawagen
Zwischen 1957 und 1962 wurden Gothawagen mit Scherenstromabnehmern nach Liepāja geliefert. Neben acht Triebwagen T57 (Stück, Nr. 125–132), 13 T59E (Nr. 133–145) und acht T2-62 (Nr. 146–153) kamen acht Beiwagen B57 (Nr. 15–22), drei B59E (Nr. 23–25) und sieben B2-62 (Nr. 26–32) nach Liepāja.

### Tatra-Wagen

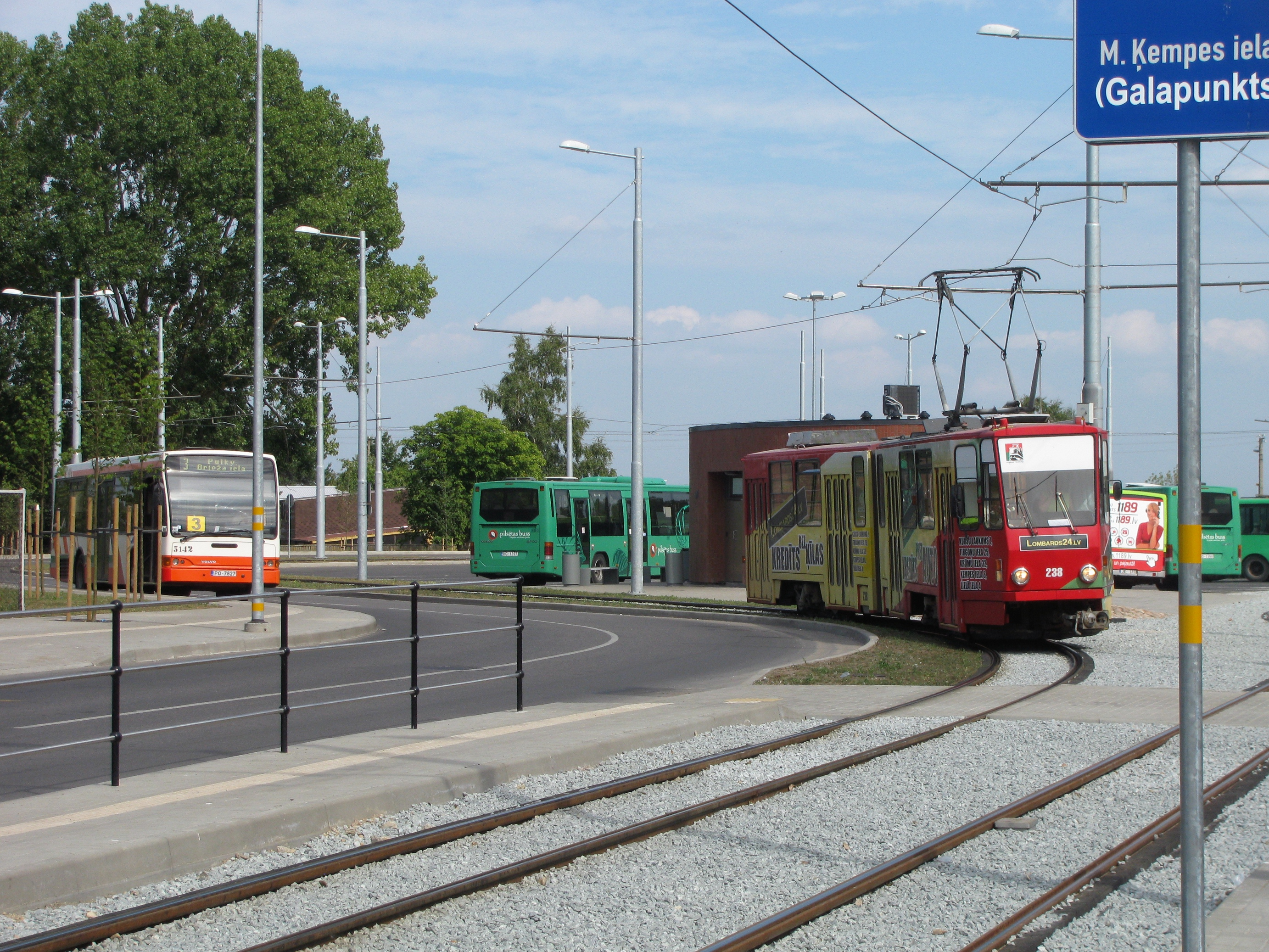
KT4 in der Wendeschleife an der neuen Endstelle Mirdzas Ķempes iela.

Nach der Einstellung der Straßenbahnproduktion in Gotha im Jahr 1966 wurde der Wagenpark der Straßenbahn Liepāja durch Wagen aus tschechoslowakischer Produktion erweitert. Von 1976 bis 1979 wurden 15 Tatra-Wagen T4SU (Nr. 201–215) geliefert, von 1983 bis 1988 22 Wagen des Typs KT4 SU (Nr. 216–235, die Nummern 220 und 221 wurden doppelt vergeben).
Im Jahr 2000 begann der Kauf von Gebrauchtfahrzeugen aus der ehemaligen DDR. Insgesamt wurden zwölf Wagen des Typs Tatra KT4 D erworben, die zu Beginn der 1990er Jahre gebaut worden waren: im Jahr 2000 drei Wagen aus Cottbus (Nr. 236–238), im Jahr 2001 einer aus Gera (Nr. 239), in den Jahren 2003 und 2005 jeweils vier aus Erfurt (Nr. 240–247).
2024 sind bei der Straßenbahn Liepāja noch vier Wagen des Typs Tatra KT4 vorhanden, darunter gebraucht in Deutschland erworbene.

### CroTram

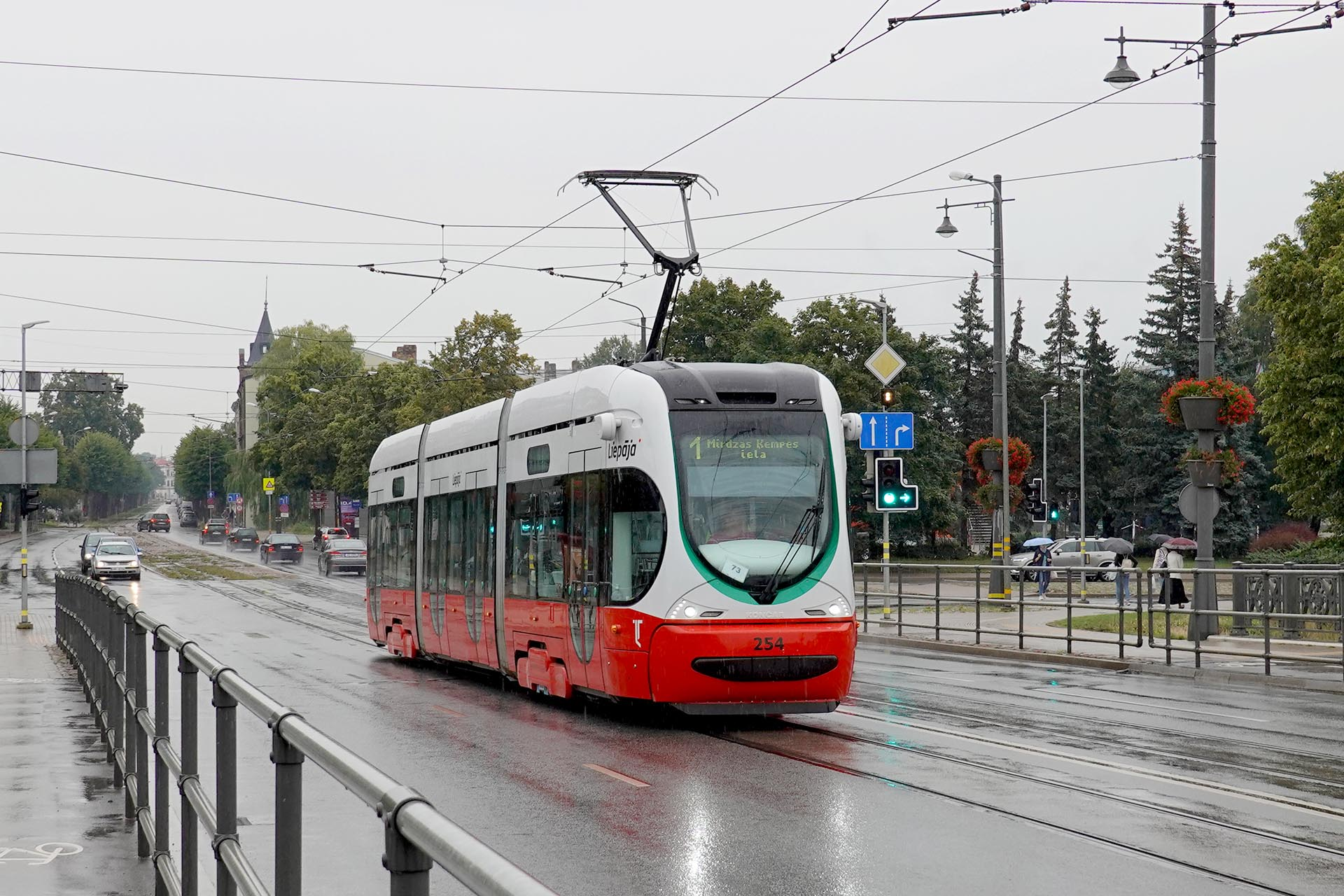
TMK 2300 auf der Brücke über den Tirdzniecības kanāls

Am 23. November 2020 traf der erste vom kroatischen Konsortium CroTram hergestellte dreiteilige Niederflurgelenkwagen vom Typ TMK 2300 in Liepāja ein. Die Fahrzeuge werden ab der Nummer 250 geführt (250–256, Stand 21. September 2021). Ausgeschrieben wurden insgesamt 14 Fahrzeuge für die Lieferung innerhalb von vier Jahren. Probefahrten des ersten Fahrzeuges für Liepāja erfolgten unter anderem im Zagreber Straßenbahnnetz.

## Fahrscheine
Fahrscheine für die Straßenbahn Liepāja müssen bei Antritt der Fahrt entwertet werden, ebenso ist ein elektronisches Ticketing per SMS möglich. Im Jahr 2024 kostete die einfache Fahrt 0,90 Euro. Entwerter drucken die Wagennummer, Datum und Uhrzeit auf den Fahrschein. Nach Entwertung beträgt die Gültigkeit 24 Minuten – diese Zeit reicht für das Befahren der gesamten Streckenlänge aus. Fahrausweise können im Vorverkauf in Kiosken, Geschäften und anderen Verkaufsstellen oder bei Fahrtantritt beim Fahrer erworben werden.